# Dekanat Bieruń
Dekanat Bieruń – jeden z 37 dekanatów katolickich w archidiecezji katowickiej. W jego skład wchodzą następujące parafie:
| Lp | Parafia                                                    | Data powstania     | Proboszcz              | Adres                                    | Zdjęcie |
| -- | ---------------------------------------------------------- | ------------------ | ---------------------- | ---------------------------------------- | ------- |
| 1  | Bieruń św. Barbary                                         | 13 stycznia 1985   | ks. Andrzej Kubat      | ul. Kościelna 3 43-155 Bieruń            |         |
| 2  | Bieruń Najświętszego Serca Pana Jezusa                     | 1 sierpnia 1925    | ks. Marcin Maszczyk    | ul. Warszawska 295 43-155 Bieruń         |         |
| 3  | Bieruń św. Bartłomieja Apostoła                            | między 1638 a 1645 | ks. Michał Anderko     | ul. Krakowska 3 43-150 Bieruń            |         |
| 4  | Bojszowy Narodzenia św. Jana Chrzciciela                   | 1580               | ks. Zdzisław Brzezinka | ul. Szczęsna 4 43-220 Bojszowy           |         |
| 5  | Bojszowy Nowe Najświętszej Maryi Panny Uzdrowienia Chorych | 18 maja 1980       | ks. Andrzej Kołek      | ul. Sierpowa 27 43-220 Bojszowy Nowe     |         |
| 6  | Międzyrzecze Wniebowzięcia Najświętszej Maryi Panny        | 24 kwietnia 1985   | ks. Andrzej Słabkowski | ul. Międzyrzeczna 15 43-220 Międzyrzecze |         |